# Zeinab Alif
Zeinab Alif (ur. w 1845 lub w 1846 w Kordofan; zm. 24 kwietnia 1926) – Służebnica Boża Kościoła katolickiego, sudańska klaryska.

## Życiorys
Jako dziecko została porwana i sprzedana jako niewolnica. Była okrutnie traktowana przez właścicieli. Jednak w 1856 roku została uwolniona przez księdza Niccoló Olivieri. Następnie trafiła do klasztoru klarysek, gdzie siostry zakonne nauczyły jej wiary katolickiej, a w 1874 roku rozpoczęła nowicjat w klasztorze klarysek. Zmarła po ciężkiej chorobie, a jej proces beatyfikacyjny rozpoczęto w 1985 roku.